# Хэ Рим
Хэ Рим (15 января 1906 года, провинция Северный Хамгён, Корея — 25 октября 1978 года) — колхозник колхоза «Полярная звезда» Средне-Чирчикского района Ташкентской области, Узбекская ССР. Герой Социалистического Труда (1950).

## Биография
Родился в 1906 году в крестьянской семье в провинции Северный Хамгён, Корея.
В начале 1910-х годов вместе с родителями иммигрировал в Приморскую область. В 1917 году окончил четыре начальной школы. В 1930 году начал свою трудовую деятельность в колхозе «Полярная звезда» Михайловского района в деревне Липовка. В 1931 году вместе с колхозом переехал в село Ляличи.
В 1937 году вместе с семьёй депортирован в Узбекскую ССР. Трудился рядовым колхозником в корейском колхозе «Полярная звезда» Средне-Чирчикского района, председателем которого с 1940 года был дважды Герой Социалистического Труда Ким Пен Хва. За высокие трудовые достижения в 1949 году награждён Орденом Ленина.
В 1949 году получил в среднем по 80,9 центнеров риса с каждого гектара на участке площадью 5 гектаров. Указом Президиума Верховного Совета СССР от 13 июня 1950 года «за получение высоких урожаев риса, хлопка и зеленцового стебля кенафа на поливных землях при выполнении колхозами обязательных поставок и контрактации по всем видам сельскохозяйственной продукции, натуроплаты за работу МТС в 1949 году и обеспеченности семенами всех культур в размере полной потребности для весеннего сева 1950 года» удостоен звания Героя Социалистического Труда с вручением ордена Ленина и золотой медали «Серп и Молот».
Этим же указом звания Героя Социалистического Труда были удостоены четыре колхозника колхоза «Полярная звезда»: Ким Пендю, Ли Гванок, Ли Сынбон и Пак Бон Чун.
В последующие годы — бригадир рисоводческой бригады в этом же колхозе. В 1966 году переехал в Киргизскую ССР, где трудился в совхозе имени Гани Муратбаева в городе Фрунзе. В 1968 году переехал в город Нарткала Урванского района Кабардино-Балкарской АССР.
В 1968 году переехал в Кабардино-Балкарскую АССР, работал в городе Нарткала Урванского района.
Скончался 25 октября 1978 года в Нальчике. Похоронен в Кабардино-Балкарской республике на кладбище Гамелина А.Г.
Награды
- Герой Социалистического Труда
- Орден Ленина — дважды (18.05.1949; 1950)
- Медаль «За доблестный труд в Великой Отечественной войне 1941—1945 гг.» (06.06.1945)